# آب‌انبار روستای گرد فرامرز
آب‌انبار گردفرامرز مربوط به دوره پهلوی است و در یزد، شهرک شاهدیه، قبرستان گرد فرامرز واقع شده و این اثر در تاریخ ۹ اردیبهشت ۱۳۸۲ با شمارهٔ ثبت ۸۵۴۶ به‌عنوان یکی از آثار ملی ایران به ثبت رسیده است. این یکی از آب‌انبارهای گردفرامرز است و حداقل دو آب‌انبار دیگر در این منطقه وجود دارد.